# Niphanda fusca
Niphanda fusca är en fjärilsart som beskrevs av Bremer och William Grey 1853. Niphanda fusca ingår i släktet Niphanda och familjen juvelvingar. Inga underarter finns listade i Catalogue of Life.

## Bildgalleri

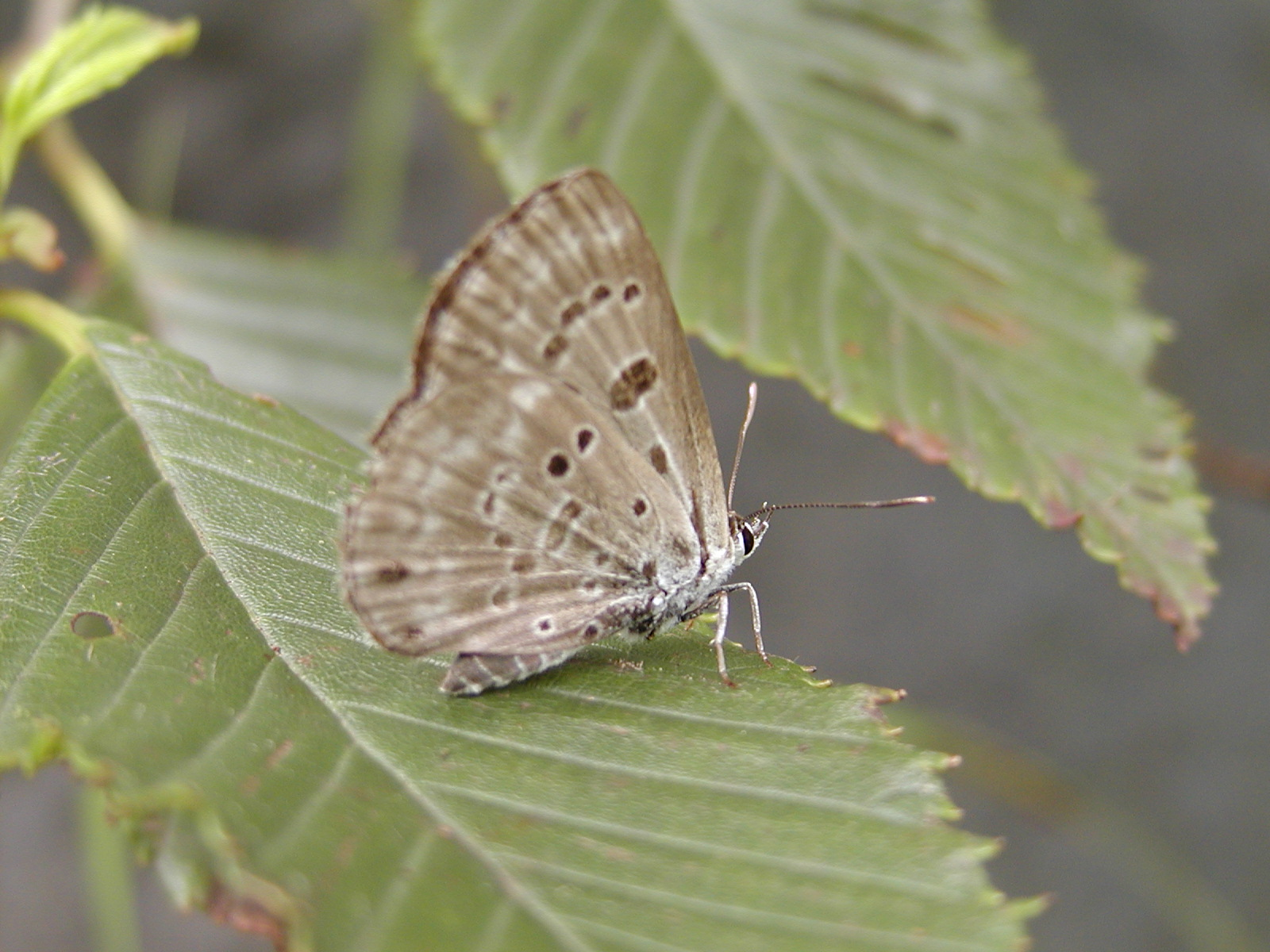